# Cratere Geboin
Geboin è un cratere sulla superficie di Giapeto.